# Жоффруа VI (виконт Шатодёна)
Жоффруа VI (фр. Geoffroy VI de Châteaudun) (ум. 6 февраля 1250 в Египте) — виконт Шатодёна, сеньор де Мондубло и де Сен-Кале.

## Биография
Родился около 1200 года. Сын Жоффруа V Шатодёнского (ум. 1218) и Аделисии де Невер.
В 1226 году участвовал в Альбигойском крестовом походе.
В 1234 году граф Шампани Тибо IV, сделавшись королём Наварры, за 40 тысяч турских ливров продал французскому королю право сюзеренитета над графствами Шартр, Блуа, Сансер и виконтством Шатодён. После этого Жоффруа VI стал прямым вассалом короны.
В 1240 году вместе с Жаном де Бомоном возглавлял французское войско, снявшее осаду Каркассона отрядом Раймунда II Транкавеля, которого тайно поддерживали жители. В 1242 г. участвовал в войне Людовика IX с Гуго X фон Лузиньяном.
В 1248 году вместе с зятем отправился в крестовый поход в Египет, где и умер 6 февраля 1250 года.

## Брак и дети
Он был женат (с ок. 1220 г., возможно — вторым браком) на Клеменции (ум. после 1259), дочери и наследнице Гильома де Роша, сенешаля Анжу, вдове графа Блуа Тибо VI. Дочери:
- Клеменция (ум. 1259/60), виконтесса Шатодёна, жена Роберта де Дрё, сеньора де Бё
- Жанна, дама де Шато-дю-Луар, жена Жана I де Монфора, погибшего в 1249 г. в Египте. Вторым браком вышла замуж за Жана де Бриенна д’Акра, главного виночерпия Франции.